# Convoglio PQ-17
Il convoglio PQ-17 fu un convoglio navale Alleato, partito dal porto di Hvalfjörður, vicino a Reykjavík, con destinazione Arcangelo, attaccato nell'Atlantico del nord da U-Boot e bombardieri tedeschi, durante la seconda guerra mondiale. L'esito dello scontro tra le unità della Kriegsmarine e della Luftwaffe ed i mercantili componenti il convoglio costituì uno dei maggiori successi di parte tedesca della battaglia dell'Atlantico nella cosiddetta guerra dei convogli.

## Il valore e la protezione del convoglio
Il 27 giugno 1942 salpò dal porto islandese di Hvalfjörður, distante circa 30 chilometri da Reykjavík, il convoglio denominato in codice PQ-17; il suo carico, trasportato da 36 mercantili di diverse nazionalità, 23 statunitensi 8 britannici, 2 sovietici, 2 panamensi ed 1 olandese, era composto quasi totalmente da materiale bellico: carri armati, aerei, camion ed altro materiale per un totale di 188 000 tonnellate ed un valore complessivo di circa 700 milioni di dollari dell'epoca; tali materiali facevano parte del programma di aiuti che gli Stati Uniti fornirono, nel periodo tra il marzo del 1941 ed il settembre del 1944, ai Paesi impegnati nel conflitto quali Regno Unito, Unione Sovietica, Francia, Cina ed altri Alleati, denominato legge Lend-Lease (affitti e prestiti).
Dato il valore e l'importanza del convoglio venne allestita una nutrita scorta divisa in tre squadre: la prima, comandata dal capitano Jack Broome, che avrebbe dovuto seguire e scortare il convoglio da vicino, era costituita
da 6 cacciatorpediniere, 4 corvette e 3 dragamine; la seconda, comandata dall'ammiraglio Louis Keppel Hamilton, era composta dagli incrociatori inglesi HMS Norfolk e HMS London, dagli incrociatori americani USS Tuscaloosa e USS Wichita e da 3 cacciatorpediniere; la terza, proveniente dalla base navale di Scapa Flow, comandata dall'Ammiraglio Sir John Cronyn Tovey, comandante in capo della Home Fleet e protagonista un anno prima della caccia alla Bismarck, composta dalla portaerei inglese HMS Victorious, dalla corazzata HMS Duke of York, dagli incrociatori HMS Cumberland e HMS Nigeria, la corazzata americana USS Washington e 9 cacciatorpediniere mentre a distanza seguiva, insieme alle restanti unità di scorta, la portaerei americana USS Wasp.

## Le forze a disposizione della Kriegsmarine

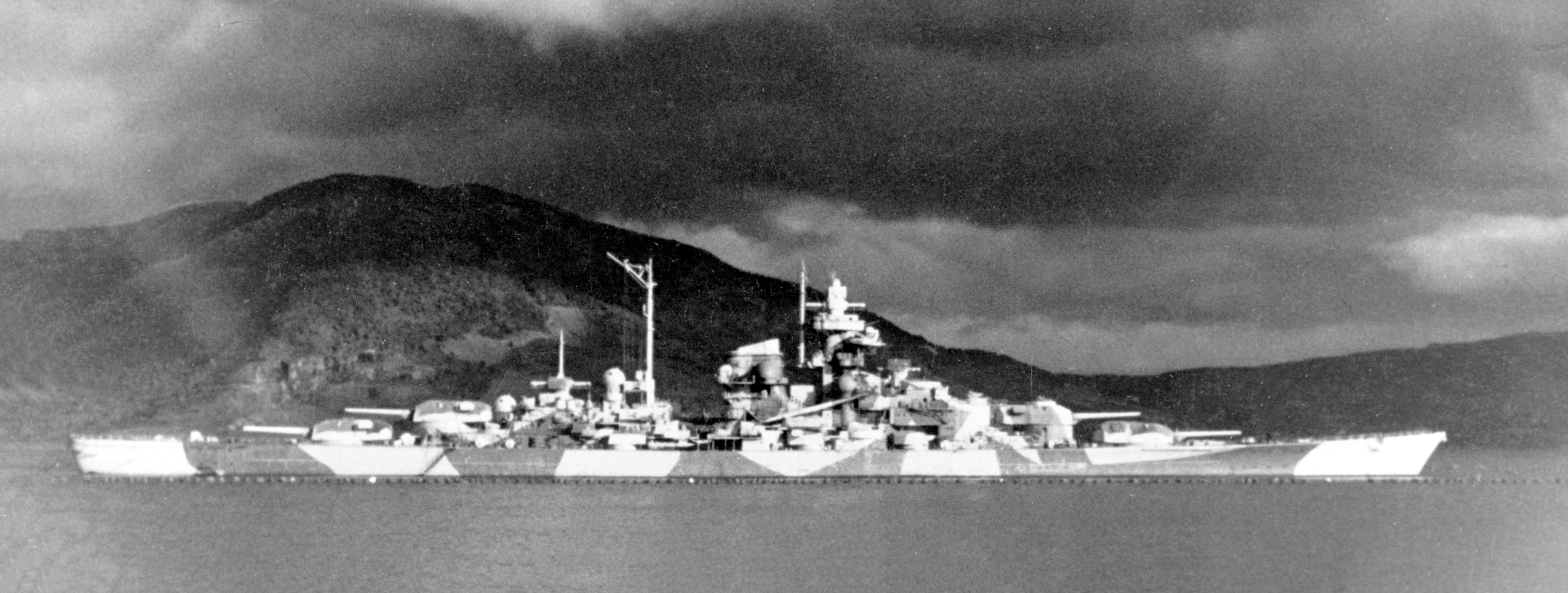
La corazzata tedesca Tirpitz nel fiordo di Alta

Nei mesi precedenti all'attacco al convoglio PQ-17 era stata trasferita nel nord della Norvegia, ad aggiungersi alle forze sottomarine già presenti, una consistente flotta di superficie: nel porto di Trondheim si trovavano la corazzata Tirpitz e l'incrociatore pesante Admiral Hipper e 3 cacciatorpediniere, mentre a Narvik erano alla fonda gli incrociatori pesanti classe Deutschland Admiral Scheer e  Lützow (da non confondersi con l'omonima nave ceduta alla flotta sovietica nel 1940), insieme a 6 cacciatorpediniere.
Tali forze erano tuttavia sottoposte ad un vincolo di carattere estremamente rigido: le disposizioni di Hitler infatti vietavano espressamente l'attacco da parte delle navi di superficie nel caso in cui non vi fosse l'assoluta certezza della mancanza di portaerei alleate nella zona di operazioni e questi ordini di fatto limitavano fortemente il raggio di azione delle navi tedesche; allo scopo il maresciallo dell'aria Hermann Göring aveva provveduto ad inviare negli aeroporti intorno a Capo Nord 264 tra bombardieri e cacciabombardieri, alcuni adattati per il trasporto di siluri, per aumentare sia il raggio di ricognizione che la possibilità di attacco dall'aria alle navi alleate.
Le forze di superficie trasferite nel nord della Norvegia erano state inviate all'espresso scopo di intercettare i convogli che, attraverso la "rotta dell'Artico", avrebbero dovuto approdare ai porti di Murmansk e di Arcangelo per consegnare gli aiuti alleati all'Unione Sovietica e, nell'azione contro il convoglio PQ-17 vennero impiegate 2 "mute" di U-Boot provenienti, oltre a quelle di stanza nei porti di Trondheim e di Narvik, dai porti di Bergen e di Kirkenes, i cosiddetti Lupi grigi, comandati dall'ammiraglio Hubert Schmundt, mentre le forze aeree erano composte da 2 squadre: le Kampfgeschwader 26 e 30, al comando del generale Hans-Jürgen Stumpff.

## Operazione Rösselsprung

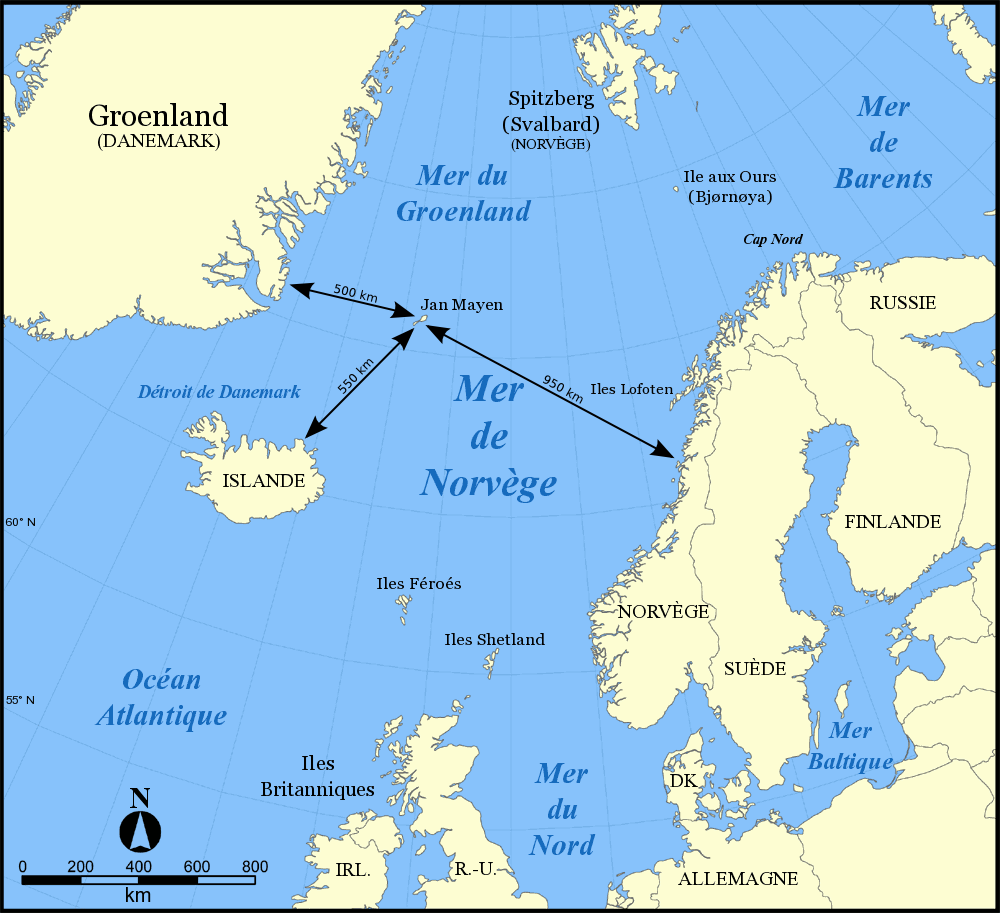
L'isola di Jan Mayen, punto di avvistamento del convoglio PQ-17

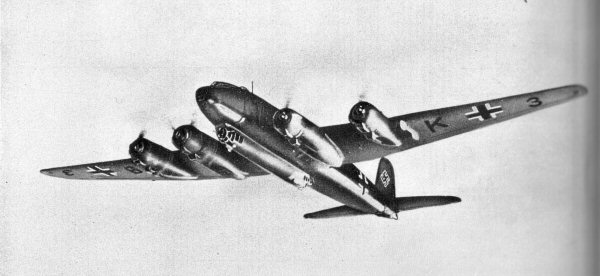
Il bombardiere e ricognitore a lungo raggio tedesco Focke-Wulf Fw 200

Mappa raffigurante le zone degli affondamenti delle navi del convoglio PQ-17

Il convoglio, partito il 27 giugno, percorse i primi giorni della sua crociera senza incidenti, navigando disposto su 9 colonne composte da 4 navi ciascuna, e fu avvistato nelle prime ore del 2 luglio dai Focke-Wulf Fw 200 Condor della ricognizione tedesca ad est dell'isola di Jan Mayen, dopo avere percorso circa un quarto della distanza che lo separava da Arcangelo. Immediatamente il Comando operazioni navali tedesco, avendo riscontrato che il grosso delle unità di scorta si trovava molto distante dal convoglio, diede le disposizioni per l'attuazione dell'ooperazione Rösselsprung, ossia la concentrazione di tutte le navi di superficie in un unico attacco.
Due squadre tedesche presero il mare: la prima, comandata dall'ammiraglio Otto Schniewind, uscì dal porto di Trondheim ed era composta dalla corazzata Tirpitz e dall'incrociatore pesante Admiral Hipper con i loro 3 cacciatorpediniere di scorta, mentre la seconda, comandata dall'ammiraglio Oskar Kummetz partì da Narvik e comprendeva le corazzate tascabili Admiral Scheer e Lützow, accompagnati da 6 cacciatorpediniere, con il punto di incontro stabilito di fronte all'imboccatura dell'Altafjord. Le avverse condizioni del mare e la presenza di banchi di nebbia provocarono tuttavia alcuni incidenti: la Lützow urtò il fondale rimanendo danneggiata ed identica sorte subirono 3 cacciatorpediniere provenienti da Trondheim, costringendo tali unità a rientrare in Germania per le riparazioni mentre il resto delle due squadre proseguì la navigazione in attesa dell'ordine d'attacco che non arrivò mai, in quanto la ricognizione della Luftwaffe aveva perso il contatto con le squadre di scorta Alleate ed il Führer non intendeva modificare la sua strategia di non attaccare senza la certezza dell'assenza di portaerei.

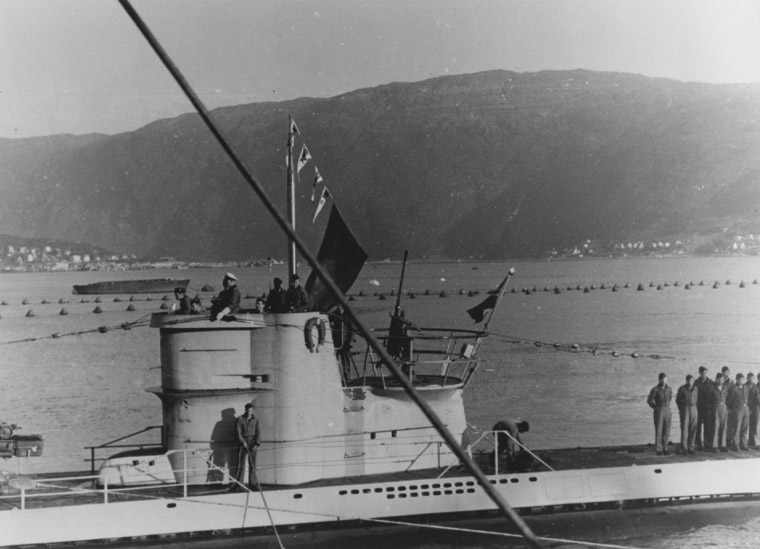
L'U-Boot tedesco U-255, autore di due affondamenti durante l'attacco al convoglio PQ-17

Gli Alleati nel frattempo erano venuti a conoscenza che le corazzate tedesche avevano preso il mare, dato che il 3 luglio la ricognizione inglese scattò alcune foto aeree che non solo contenevano le immagini delle unità in navigazione ma anche la loro direzione. Il comando alleato, dopo che lo stesso giorno erano stati affondati un mercantile americano ed uno sovietico ad opera dei sommergibili tedeschi che incrociavano le acque della rotta artica, ritenne che le navi tedesche fossero uscite proprio per intercettare il convoglio PQ-17: l'Ammiragliato britannico sapeva che il grosso delle unità di scorta era troppo distante dal convoglio ed allora, la sera del 4 luglio, l'Ammiraglio Tovey prese la decisione di fare rientrare le due squadre di scorta comprendenti le corazzate, gli incrociatori e le portaerei; per di più, il mattino del 5 luglio, venne dato ordine anche alla scorta ravvicinata di invertire la rotta, lasciando che il convoglio, che in quel momento si trovava a nord est di Bjørnøya e che, nonostante i due affondamenti, era riuscito a mantenere la formazione, proseguisse senza scorta, con l'ordine di disperdersi e di tentare di raggiungere i porti sovietici individualmente.
La decisione dell'Ammiragliato britannico fu fatale alle navi che componevano il convoglio e che, nei 5 giorni successivi, si trovarono a navigare nel Mare di Barents senza nessuna scorta, venendo ripetutamente attaccate dai bombardieri, che in quel breve periodo effettuarono più di 200 sortite, e dai sommergibili tedeschi che affondarono 24 mercantili, sui 35 partiti da Hvalfjörður, con una perdita di 144 000 tonnellate di materiale delle 188 000 caricate sui mercantili, mentre solo 11 di questi riuscirono a raggiungere i porti sovietici dell'arcipelago di Novaja Zemlja o di Arcangelo con una perdita di 3 350 veicoli, 430 carri armati, 210 aerei ed oltre 99 000 tonnellate di materiale vario, oltre a 153 vittime tra i marinai.

## Epilogo
La tragedia del convoglio PQ-17 indusse a profonde considerazioni entrambe le parti: il primo ministro del Regno Unito Winston Churchill ordinò l'allontanamento dell'ammiraglio Tovey dal comando, anche a causa di precedenti contrasti sulla condotta della guerra sul mare, ma in sua difesa intervenne l'ammiraglio Andrew Cunningham, un tempo suo comandante, e così, nella primavera del 1943, Tovey assunse il comando della zona navale del sud-ovest dell'Inghilterra, quella destinata all'operazione Overlord, mentre nel Comando operazioni navali tedesco regnava un senso di frustrazione per l'inutilizzo delle navi di superficie, condizionate nella loro potenzialità dagli ordini di Hitler che pochi mesi dopo, nel gennaio del 1943, arrivò a dare l'ordine di disarmare e demolire le corazzate che si trovavano in Norvegia ed utilizzare il loro armamento come batterie costiere, considerandole "inutili"; atteggiamento che provocò le immediate dimissioni del Großadmiral Erich Raeder.